# Хосровіди
Хосровіди або Хосровіані — династія грузинських монархів, що правила об’єднаною Іберією та деякими князівствами, що замінили її, з кінця III до кінця VIII століття.
Як і їхні попередники Фарнавазіди, Хосровіди — рід іранського походження. У ранньосередньовічних переліках грузинських царів батьком першого царя цієї династії, Міріана III, названий «великий шах Хосров». Достовірність таких відомостей є сумнівною, оскільки Іраном на той час правили Сасаніди, а ім’я Хосров увійшло у них у вжиток набагато пізніше. Відомий дослідник грузинської генеалогії професор Кирило Туманов припускав, що Хосровіди належали до одного з семи великих домів Ірану (ймовірно, до дому Міхрана). З попередньою грузинською династією Аршакідів Міріан був пов’язаний через шлюб з дочкою аршакідського царя Аспаруга I.
Відомості про правління Міріана III мають напівлегендарний характер. Повідомляється, що правив він епічно довго — чи то 70, чи то 80 років. Спочатку він дотримувався просасанідської орієнтації, але надалі вступив до союзу з Римом та прийняв християнство. За його наступників Іберія залишалась предметом суперечок між Персією та Візантією. 361 року його провізантійськи налаштований син Саурмаг II був усунутий персами, а його місце зайняв просасанідський Бакур II Аспаруг. 370 року імператор Валент повернув на престол Саурмага.
За угодою 387 року римляни відступились від східної частини Грузії, де почав зростати вплив зороастризму. Упродовж наступних ста років грузинські Хосровіди перебували у становищі тих, хто сплачував данину Персії. 482 року цар Вахтанг I — подібно до Вардана Маміконяна в сусідній Вірменії — відкрито виступив проти персів та уклав союз із Візантією. Цьому монарху приписують заснування Тбілісі.
Після смерті на початку 580-их царя Бакура III перси ліквідували царський титул і перетворили Іберію на провінцію Держави Сасанідів. Того разу грузинська знать не дала загарбникам належної відсічі. Старша гілка Хосровідів зачинилась в одному з гірських замків Кахеті, молодша — закріпилась на заході країни, в Кларджеті й Джавахеті. 588 року онук Вахтанга I на ім’я Гурам отримав від візантійського імператора Маврикія титул куропалата. 591 року автономію Картлійського ерісмтаварства було підтверджено Сасанідами.
На початку VI століття нащадки Гурама (так звані Гураміди) здійснили спробу нового об’єднання Іберії, цього разу під владою Сасанідів. У відповідь до Іберії вторгся імператор Іраклій, який у союзі з хозарами 627 року взяв в облогу та захопив Тбілісі. Титул ерісмтавара було передано Адарнасе I зі старшої (кахетійської) гілки Хосровідів. За кілька десятиліть вторгнення арабів до Закавказзя змусило ерісмтавара Адарнасе II визнати себе підданим халіфа.
Наприкінці VII століття Гураміди повернули собі місце ерісмтавара, а їхні суперники пішли до Кахетії, де місцевий князь Арчіл прийняв 786 року мученицьку смерть від рук арабів. Того ж року припинилась гілка Гурамідів. Один із синів Арчіла, Іоване, втік на захід до Егрісі. Ще один можливий представник династії, Джуаншер Джуаншеріані, став до шлюбу з княжною роду Багратіоні. Йому надалі приписувалось укладення «Життя Вахтанга I». Після його смерті близько 807 року володіння Хосровідів перейшли до роду Багратіоні.

## Перелік
1. Міріан III — цар (284—361),
2. Рев II — цар (345—361),
3. Саурмаг II — цар (361—378),
4. Бакур II Аспаруг — цар (363–380),
5. Бакур III — цар (380—398),
6. Фарсман IV — цар (398—409),
7. Мітрідат IV — цар (409—411),
8. Арчіл I — цар (411—435),
9. Мітрідат V — цар (435—447),
10. Вахтанг I Горгасалі — цар (447—502?),
11. Дачі — цар (502–534)

523 — перси ліквідували царську владу в Грузії, призначено марзпанів
1. Бакур II — марзпан (? — 528 або 547),
2. Фарсман V — марзпан (528/547—542/561),
3. Фарсман VI — марзпан (542/561—570),
4. Бакур III — марзпан (570—580/583)